# Deutscher Motorschirm-Verband
Der Deutsche Motorschirm-Verband e. V. (DMSV) - German Paramotoring Association (GPMA) (Fachverband der Motorschirmflieger und motorisierten Hängegleiterpiloten in der Bundesrepublik Deutschland) (Amtsgericht Nürnberg, Vereinsregister Nr. 200279), kurz DMSV, wurde 2006 u. a. als ausdrücklicher Widerpart zum Deutschen Ultraleichtflugverband (DULV) und dessen damaliger "Zulassungspraxis" und Gütesiegel-Vergabe sowie in Kritik an dessen angeblich zu geringem Einsatz gegen den sog. Flugplatzzwang für Motorschirme gegründet. Er bestand bis zum 19. September 2017.
Sein Ziel der "Durchführung und/oder Mitwirkung bei der Musterprüfung nicht zulassungspflichtigen Luftfahrtgeräts gem. § 10a LuftGerPV" und – damit verbunden – der Kippung des bis dato faktisch existierenden entsprechenden Monopols des DULV, erreichte er etwas mehr als 1 Jahr nach der Gründung mit der Luftfahrt-Bundesamt-Anerkennung der "DMSV-Musterprüfstelle" zum 8. Juni 2007. In Folge ergab sich auch eine Intensivierung des Änderungsprozesses der Lufttüchtigkeitsforderungen für Hängegleiter und Gleitsegel: Die etablierten Verbände Deutscher Hängegleiterverband (DHV) und DULV, mit ihren ebenfalls LBA-anerkannten Musterprüfstellen, konnten sich dieser spätestens ab September 2007 nicht mehr verschließen, als das LBA für event. Änderungen der in NfL 35/03 veröffentlichten LTF offiziell eine Abstimmung der als berechtigt anerkannten Interessensvertreter forderte. Es resultierten entsprechende Gespräche von DHV, DMSV, EAPR und PMA am Runden Tisch (- der DULV beteiligte sich nicht), bei denen letztlich die fachlichen Grundlagen für viele Änderungen der Folgejahre im Gleitschirm- und Motorschirmbereich gelegt wurden.
Im Nebeneffekt verschärften sich Auseinandersetzungen der LBA-anerkannten Musterprüfstellen und des neuen Herstellerverbands Paraglider Manufacturers Association (PMA) untereinander. Die Front verlief dabei zwischen den etablierten Verbänden mit ihren Musterprüfstellen, Deutscher Hängegleiterverband (DHV) und DULV (beide gleichzeitig "Beauftragte" gem. der Verordnung zur Beauftragung von Luftsportverbänden) auf der einen sowie DMSV, European Academy of Parachute Rigging (EAPR) und PMA auf der anderen Seite. Die DMSV-Musterprüfstelle, die einzige, die auf nichtkommerzieller Basis arbeitete, ließ daraufhin, nach fast 2,5 Jahren und u. a. "Zulassung" der weltweit ersten Motorschirme mit Elektroantrieb, am 31. Dezember 2009, die bis dahin befristete LBA-Anerkennung ohne Verlängerungsantrag auslaufen, stellte die aktive Arbeit ein und löste sich vom DMSV.
Nach Neuwahl des DMSV-Vorstands am 27. März 2010 schlief daraufhin auch die Aktivität des Verbands selbst fast vollständig ein. Am 19. September 2017 wurde er vom Registergericht Nürnberg schließlich von Amts wegen gelöscht.